# Stensträsket (Råneå socken, Norrbotten)
Stensträsket är en sjö i Bodens kommun i Norrbotten och ingår i Råneälvens huvudavrinningsområde. Sjön har en area på 0,181 kvadratkilometer och ligger 137 meter över havet.

## Delavrinningsområde
Stensträsket ingår i det delavrinningsområde (735883-177740) som SMHI kallar för Utloppet av Stenträsket. Medelhöjden är 163 meter över havet och ytan är 4,66 kvadratkilometer. Det finns inga avrinningsområden uppströms utan avrinningsområdet är högsta punkten. Vattendraget som avvattnar avrinningsområdet har biflödesordning 4, vilket innebär att vattnet flödar genom totalt 4 vattendrag innan det når havet efter 76 kilometer. Avrinningsområdet består mestadels av skog (87 procent). Avrinningsområdet har 0,29 kvadratkilometer vattenytor vilket ger det en sjöprocent på 6,1 procent.